# Joaquima Jimeno i Torres
Joaquima Jimeno i Torres, coneguda esporitivament com a Quima Jimeno, (Badalona, Barcelonès, 29 de maig de 1972) és una exjugadora i directiva d'hoquei sobre patins catalana.
Formada com a defensa al CH Santa Perpètua i a la UEH Barberà, va guanyar una Lliga catalana la temporada 1991-92 i va aconseguir el subcampionat d'Espanya el 1992-93. La temporada 1993-94 va fitxar pel HC Sentmenat retirant-se temporalment al final de la temporada 2003-04. Aquell mateix any, va tornar a jugar amb el Cerdanyola CH, amb el qual va guanyar una Lliga i una Copa espanyola la temporada 2009-10. La temporada següent, va tornar a la UEH Barberà amb el qual va jugar a Primera catalana, retirant-se esportivament als quaranta-quatre anys. Internacional amb la selecció espanyola d'hoquei sobre patins, va formar part de la primera selecció estatal de la història. Hi va aconseguir una medalla de bronze al campionat d'Europa de 1991.
Posteriorment, va exercir com a tècnica d'Alt Rendiment Esportiu (ARC) i com a presidenta del Comitè d'Hoquei Patins de la delegació de Barcelona de la Federació Catalana de Patinatge. Considerada com una de les pioneres de l'hoquei sobre patins femení i jugadora de referència del Cerdanyola CH, el Campionat Europeu sub 17 d'hoquei patins femení va portar el nom de Copa Quima Jimeno.

## Palmarès
Clubs
- 1 Lliga catalana d'hoquei patins femenina: 1991-92

- 1 Lliga espanyola d'hoquei patins femenina: 2009-10
- 1 Copa espanyola d'hoquei patins femenina: 2009-10

Selecció espanyola
- 1 medalla de bronze al Campionat d'Europa d'hoquei patins femení: 1991